# Pleuromalaxis balesi
Pleuromalaxis balesi är en snäckart som först beskrevs av Henry Augustus Pilsbry och McGinty 1945.  Pleuromalaxis balesi ingår i släktet Pleuromalaxis och familjen Vitrinellidae. Inga underarter finns listade i Catalogue of Life.